# Leah Remini
Leah Marie Remini (New York, 15 giugno 1970) è un'attrice statunitense.

## Biografia
Leah Remini nasce a Brooklyn, borough di New York, il 15 giugno del 1970. Il padre, George Remini, di origini siciliane, gestiva una ditta produttrice di amianto, mentre la madre, Vicky Marshall, di origini ebraico-austriache, era un'insegnante presso una scuola privata. I suoi genitori divorziarono nel 1977. Leah ha una sorella, Nicole (1969), e quattro sorellastre: Christine (1970), Elizabeth (1976), Stephanie (1978) e Shannon (1984).
A 14 anni lasciò gli studi senza il consenso della madre e cominciò a lavorare come cameriera in un ristorante e a fare audizioni per diventare attrice.

### Carriera
Mosse i suoi primi passi nel mondo della televisione dopo essere stata scelta per una pubblicità di olio per motori.
Le parti che la resero famosa furono quella di Terry Reynolds nella serie Fired Up e la partecipazione nella serie Head of the Class, quest'ultima trasmessa in Italia sotto il nome di Segni particolari: genio.
Seguirono ruoli nelle serie Casalingo Superpiù, Living Dolls e in California Highschool del famoso produttore Aaron Spelling.
Ha anche avuto ruoli meno importanti, di breve durata come per esempio nella serie Friends, NYPD Blue, Cin cin.
E´stata anche parte del cast del film Old School nella parte di Lara, accanto a Luke Wilson, Ellen Pompeo e Vince Vaughn.
Ma il ruolo che l'ha fatta conoscere al grande pubblico è quello nella serie The King of Queens, in cui interpreta Carrie Heffernan, moglie di Doug Heffernan (Kevin James) e figlia di Arthur Spooner (Jerry Stiller).
La serie ebbe un successo strepitoso in tutto il mondo, che durò fino alla fine della serie nel 2007.
In The King of Queens è doppiata da Sabrina Duranti.

### Vita privata
Il 19 luglio del 2003 si è sposata con il musicista portoricano Angelo Pagán (apparso anche nella serie The King of Queens). Il 16 giugno del 2004 ha partorito una bambina di nome Sofia Bella. Grande amica di Jennifer Lopez, fino al luglio del 2013 Leah Remini ha fatto parte del movimento religioso di Scientology, il quale annovera tra gli altri anche altri attori famosi come Tom Cruise e John Travolta.
Dopo la sua uscita da Scientology nel 2016 presenta la serie televisiva La mia fuga da Scientology, che la vede andare alla scoperta delle storie personali degli ex adepti come lei. In ciascun episodio è raccolta la testimonianza di un "disconnesso", che racconta le ragioni che l'hanno spinto a lasciare la chiesa fondata da L. Ron Hubbard: dalle violenze psicologiche alle persecuzioni, dagli abusi alle minacce. "Spero che rendere noto al mondo cosa stia accadendo incoraggi altre persone a parlare”, spiega la Remini, “in modo che gli abusi cessino per sempre".

## Filmografia

### Cinema
- Ultimo appello (Glory Daze), regia di Rich Wilkes (1995)
- Old School, regia di Todd Phillips (2003)
- Mad Families, regia di Fred Wolf (2017)
- The Clapper, regia di Dito Montiel (2017)
- Ricomincio da me (Second Act), regia di Peter Segal (2018)
- Flight Risk - Trappola ad alta quota (Flight Risk), regia di Mel Gibson (2025)

### Televisione
- Segni particolari: genio (Head of the Class) – serie TV, episodio 3x05 (1988)
- Casalingo Superpiù (Who's the Boss?) – serie TV, episodi 5x19, 6x02 (1989)
- Paradise – serie TV, episodio 3x01 (1991)
- La famiglia Hogan (The Hogan Family) – serie TV, episodio 6x10 (1991)
- Bayside School (Saved by the Bell) – serie TV, 6 episodi (1991)
- Cin cin (Cheers) – serie TV, episodi 10x06, 11x15 (1991-1993)
- Blossom - Le avventure di una teenager (Blossom) – serie TV, episodio 2x20 (1992)
- Evening Shade – serie TV, episodi 3x18, 3x23, 3x24 (1993)
- Il commissario Scali (The Commish) – serie TV, episodio 3x21 (1994)
- Renegade – serie TV, episodio 3x04 (1994)
- Un detective in corsia (Diagnosis: Murder) – serie TV, episodio 2x19 (1995)
- Friends – serie TV, episodio 1x23 (1995)
- NYPD - New York Police Department (NYPD Blue) – serie TV, episodio 3x21 (1996)
- Quell'uragano di papà (Home Improvement) – serie TV, episodio 5x20 (1996)
- Fired Up – serie TV, 28 episodi (1997-1998)
- The King of Queens – serie TV, 207 episodi (1998-2007) – Carrie Heffernan
- Fat Actress – serie TV, episodio 1x04 (2005)
- Family Tools – serie TV, 10 episodi (2013)
- The Exes – serie TV, 15 episodi (2014-2015)
- Kevin Can Wait – serie TV, 26 episodi (2017-2018)

### Doppiatrice
- Phantom 2040 – serie animata, 22 episodi (1994-1996)
- Biker Mice da Marte (Biker Mice from Mars) – serie animata, episodi 3x11, 3x13 (1996)
- The High Fructose Adventures of Annoying Orange – serie animata, episodi 1x16, 1x22 (2012-2013)
- Phineas e Ferb (Phineas and Ferb) – serie animata, episodi 4x14, 4x18 (2013-2014)
- La legge di Milo Murphy (Milo Murphy's Law) – serie animata, episodio 1x08 (2017)

## Doppiatrici italiane
Nelle versioni in italiano delle opere in cui ha recitato, Leah Remini è stata doppiata da:
- Sabrina Duranti in The King of Queens
- Francesca Draghetti in Old School
- Tiziana Avarista in Ricomincio da me
- Angiola Baggi in Flight Risk - Trappola ad alta quota